# Смит, Джо (младший)
Джо Смит-младший (англ. Joe Smith Jr.; род. 20 сентября 1989, Лонг-Айленд, Нью-Йорк, штат Нью-Йорк, США) — американский боксёр-профессионал, выступающий в полутяжёлой, и в первой тяжёлой весовых категориях. Среди профессионалов бывший чемпион мира по версии WBO (2021—2022), чемпион по версиям WBO NABO (2020—н. в.) и WBC International (2016—2017) в полутяжёлом весе.

## Профессиональная карьера
Дебютировал в октябре 2009 года в полутяжелой весовой категории. В первом бою победив техническим нокаутом в 1-м же раунде соотечественника Дэвида Брауна.

### Бой сАнджеем Фонфарой
18 июня 2016 года Смит победил техническим нокаутом в 1-м же раунде экс-чемпиона мира поляка Анджея Фонфару, бой был за титул WBC International.

### Бой сБернардом Хопкинсом
17 декабря 2016 года в США состоялся бой между легендой бокса, экс-чемпионом мира 51-летним американцем Бернардом Хопкинсом и Джо Смитом-младшим. Поединок проходил с небольшим преимуществом Смита, который тяжелее бил и выглядел активнее. В 8-м раунде Смит провёл серию ударов, после которых Хопкинс упал с ринга, вывалившись между канатами. Хопкинс сумел подняться на ринг, но поединок был остановлен и победа нокаутом присуждена Смиту.

### Бой сСалливаном Баррерой
Баррера сразу отметился несколькими хорошим попаданиями, но Смит не остался в долгу и отправил кубинца в нокдаун прямым в голову уже на старте поединка. Несмотря на это, Салливан не упустил инициативу из рук и в дальнейшем записывал на свой счёт раунд за раундом, перебивая и перерабатывая американца.
На удивление, Джо предпочёл не драться на встречных курсах, а работал вторым номером, и получалось у него это, откровенно говоря, не лучшим образом. Американец превратился в принимающую сторону, но не обезопасил себя от кинжальных атак соперника, особенно справа. Время от времени Смит взрывался резкой сменой курса, но даже когда Баррера чувствовал его попадания, развить момент Джо не удавалось — кубинец своевременно клинчевал и восстанавливался.
Бой, в последний момент изменённый промоутерами с 12-раундового на 10-раундовый, завершился победой нового интернационального чемпиона по версии WBC Салливана со счётом 97-92, 97-92 и 96-93.

## Статистика профессиональных боёв
В таблице перечислены результаты всех поединков боксёров.
В каждой строке указан результат поединка. Дополнительно номер поединка обозначен цветом, который обозначает итог поединка. Расшифровка обозначений и цветов представлена в нижеследующей таблице.
| Пример | Расшифровка                     |
| ------ | ------------------------------- |
|        | Победа                          |
|        | Ничья                           |
|        | Поражение                       |
|        | Планируемый поединок            |
|        | Поединок признан несостоявшимся |
| КО     | Нокаут                          |
| ТКО    | Технический нокаут              |
| PTS    | Решение судей (по очкам)        |
| UD     | Единогласное решение судей      |
| MD     | Решение большинства судей       |
| SD     | Раздельное решение судей        |
| RTD    | Отказ от продолжения боя        |
| DQ     | Дисквалификация                 |
| NC     | Поединок признан несостоявшимся |

| 33 поединка, 28 побед (22 нокаутом), 5 поражений. | 33 поединка, 28 побед (22 нокаутом), 5 поражений. | 33 поединка, 28 побед (22 нокаутом), 5 поражений. | 33 поединка, 28 побед (22 нокаутом), 5 поражений. | 33 поединка, 28 побед (22 нокаутом), 5 поражений.          | 33 поединка, 28 побед (22 нокаутом), 5 поражений. | 33 поединка, 28 побед (22 нокаутом), 5 поражений. |
| Бой                                               | Рекорд                                            | Дата боя                                          | Соперник                                          | Место проведения боя                                       | Результат                                         | Дополнительно |
| ------------------------------------------------- | ------------------------------------------------- | ------------------------------------------------- | ------------------------------------------------- | ---------------------------------------------------------- | ------------------------------------------------- | --- |
| 33                                                | 28-5                                              | 7 октября 2023                                    | Хильберто Рамирес (44-1)                          | Cosmopolitan of Las Vegas, Лас-Вегас, Невада, США          | UD 10 (10)                                        | Счёт: 91-99 (трижды). |
| Перешёл в 1-й тяжёлый вес (до 90,72 кг).          |                                                   |                                                   |                                                   |                                                            |                                                   | |
| 32                                                | 28-4                                              | 18 июня 2022                                      | Артур Бетербиев (17-0)                            | Мэдисон-сквер-гарден, Нью-Йорк, США                        | TKO 2 (12), 2:19                                  | Объединительный бой за титул чемпиона мира по версиям WBO (2-я защита Смита), WBC (3-я защита Бетербиева) и IBF (6-я защита Бетербиева) в полутяжёлом весе. |
| 31                                                | 28-3                                              | 15 января 2022                                    | Стив Джеффрард (18-2)                             | Turning Stone Resort Casino, Верона, штат Нью-Йорк, США    | KO 9 (12), 0:37                                   | Защитил титул чемпиона мира по версии WBO (1-я защита Смита) в полутяжёлом весе.                                                                            |
| 30                                                | 27-3                                              | 10 апреля 2021                                    | Максим Власов (45-3)                              | Osage Casino, Талса, Оклахома, США                         | MD (12)                                           | Счёт: 115-112, 115-113, 114-114. Завоевал вакантный титул чемпиона мира по версии WBO в полутяжёлом весе.                                                   |
| 29                                                | 26-3                                              | 22 августа 2020                                   | Элейдер Альварес (25-1)                           | MGM Grand, Лас-Вегас, Невада, США                          | TKO 9 (12), 0:26                                  | Отборочный поединок на бой за вакантный титул чемпиона мира по версии WBO в полутяжёлом весе.                                                               |
| 28                                                | 26-3                                              | 11 января 2020                                    | Джесси Харт (26-2)                                | Hard Rock Hotel and Casino, Атлантик-Сити, Нью-Джерси, США | SD (10)                                           | Счёт: 98-91, 97-92, 94-95. Завоевал титул чемпиона Северной Америки по версии WBO NABO в полутяжёлом весе. Харт в нокдауне в 7-м раунде.                    |
| 27                                                | 24-3                                              | 9 марта 2019                                      | Дмитрий Бивол (15-0)                              | Turning Stone Resort Casino, Верона, штат Нью-Йорк, США    | UD (12)                                           | Счёт: 110-118 и 109-119 (дважды). Бой за титул чемпиона мира по версии WBA (5-я защита Бивола) в полутяжёлом весе.                                          |
| 26                                                | 24-2                                              | 30 июня 2018                                      | Мелвин Рассел (11-4-2)                            | Мохеган-сан, Анкасвилл, Коннектикут, США                   | KO 1 (10), 1:45                                   | |
| 25                                                | 23-2                                              | 15 июля 2017                                      | Салливан Баррера (19-1)                           | Форум, Инглвуд, Калифорния, США                            | UD (10)                                           | Счёт: 93-96, 92-97 (дважды). Потерял титул чемпиона по версии WBC International (2-я защита Смита) в полутяжёлом весе. Баррера в нокдауне в 1-м раунде.     |
| 24                                                | 23-1                                              | 17 декабря 2016                                   | Бернард Хопкинс (55-7-2)                          | Форум, Инглвуд, Калифорния, США                            | KO 8 (12), 0:53                                   | Защитил титул чемпиона по версии WBC International (1-я защита Смита) в полутяжёлом весе.                                                                   |
| 23                                                | 22-1                                              | 18 июня 2016                                      | Анджей Фонфара (28-3)                             | UIC Pavilion, Чикаго, Иллинойс, США                        | TKO 1 (10), 2:32                                  | Завоевал титул чемпиона по версии WBC International (2 защита Фонфары) в полутяжёлом весе.                                                                  |
| 22                                                | 21-1                                              | 23 апреля 2016                                    | Фабиано Пена (12-4-1)                             | Хантингтон, штат Нью-Йорк, США                             | TKO 2 (10), 2:38                                  | |
| 21                                                | 20-1                                              | 5 декабря 2015                                    | Уилл Росински (19-2)                              | Барклайс-центр, Нью-Йорк, штат Нью-Йорк, США               | UD (10)                                           | Счёт: 96-94, 97-93, 98-92. |
| Бои в полутяжёлом весе (до 79,38 кг).             |                                                   |                                                   |                                                   |                                                            |                                                   | |
| Бой                                               | Рекорд                                            | Дата боя                                          | Соперник                                          | Место проведения боя                                       | Результат                                         | Дополнительно |